# Цимош Лідія Іванівна
Лі́дія Іва́нівна Ци́мош (Ясинська) (нар. 27 березня 1942, Житомир) — радянська українська метальниця списа, олімпійка.

## З життєпису
Народилася 27 березня 1942 року у місті Житомир.
Переможниця Чемпіонату СРСР з легкої атлетики—1968 — 55,64 метри.
Змагалася на літніх Олімпійських іграх 1968 року, зайняла 10 місце.
На літній Спартакіаді УРСР-1971 здобула срібну нагороду.
Випускниця кафедри легкої атлетики ЛДУФК.